# Desastres naturales en China

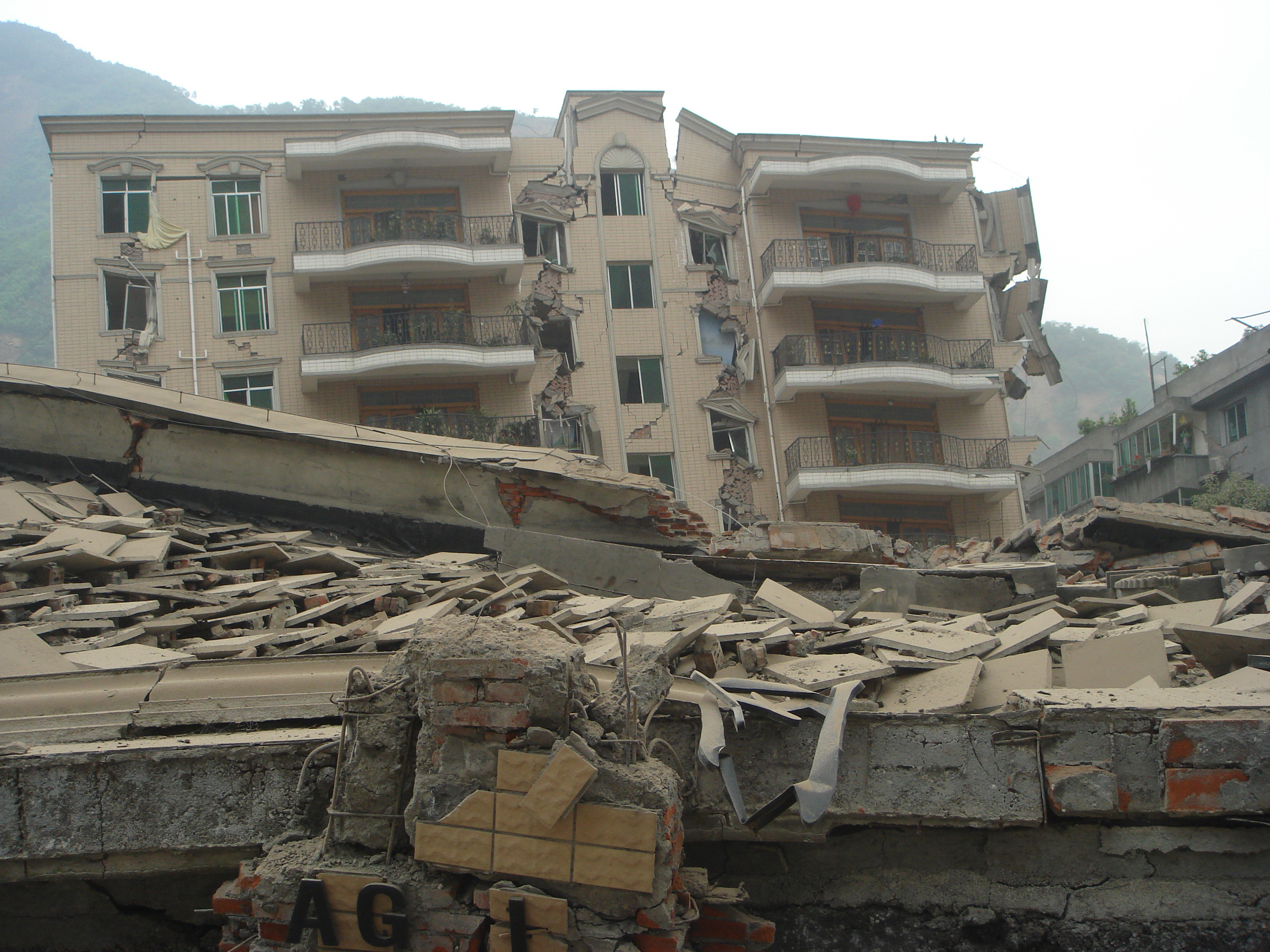
Terremoto de Sichuan 2008

China es uno de los países más afectados por los desastres naturales. Tenía 5 de los 10 desastres naturales más mortíferos del mundo; los 3 principales se registraron en China: las inundaciones de 1931 en China, el número de víctimas entre 3 y 4 millones, la inundación del río Amarillo en 1887, el número de víctimas entre 0,9 y 2 millones y el terremoto de 1556 en Shaanxi con un saldo de muertes de 0.83 millones.   
"Los desastres naturales ocurren con frecuencia en China, afectando a más de 200 millones de personas cada año. Se han convertido en un importante factor restrictivo para el desarrollo económico y social".  
En el curso de la historia registrada, se han producido muchos tipos de desastres naturales, excepto las erupciones de volcanes, en China, que incluyen inundaciones, sequías, desastres meteorológicos, sísmicos, geológicos, marítimos y ecológicos, así como incendios forestales y de pastizales.  
Estos desastres naturales representan una amenaza grave para la vida y la seguridad de las propiedades de China y su población, y afectan gravemente el desarrollo integral, coordinado y sostenible de la economía y la sociedad de ese país. Además, amenazan la seguridad nacional y la estabilidad social de China y obstaculizan el desarrollo económico en algunas regiones y el alivio de la pobreza de ciertas poblaciones rurales.  

## Desastres naturales históricamente
El término chino para los desastres naturales revela la visión tradicional de los desastres como retribución divina: tianzai (天災), literalmente "desastre celestial".
En las creencias antiguas, los desastres naturales se veían como la respuesta del Cielo al comportamiento humano inmoral, según el cual la conducta de diferentes individuos tenía diferentes pesos. Si bien el comportamiento de las personas comunes ocupó el último lugar, las acciones de los burócratas tuvieron un efecto mayor. Dado que en la China imperial se creía que la conducta del emperador era la más importante, la creencia popular era que el emperador debía tratar de prevenir los desastres asegurando que su conducta se ajustaba a los códigos morales, y que si ocurría un desastre, era responsable de abordar las consecuencias. Según el Overseas Development Institute, la naturaleza dirigida por el estado de la ayuda humanitaria en China de hoy se remonta a estas creencias tradicionales.  
Este concepto de vinculación cósmica entre los desastres naturales y la conducta humana fue radicalmente rechazado en el apogeo de los años maoístas, cuando la naturaleza se representaba como "un enemigo que hay que vencer, un adversario al que hay que someterse". Los carteles de propaganda se produjeron con el lema: "Los terremotos no pueden asustarnos, la gente sin duda conquistará la naturaleza".    

## Inundaciones y tifones
China ha tenido 6 de las 10 inundaciones y derrumbes más mortíferos del mundo de todos los tiempos; los 5 primeros se produjeron en China. Las muertes estimadas en las inundaciones de 1931 en China oscilan entre los 2 y 4 millones, catalogadas como las inundaciones más mortíferas de todos los tiempos, que también son los desastres naturales más mortales de todos los tiempos. La inundación del río Amarillo de 1887 ocupó el segundo lugar en el número de muertos tanto en inundaciones como en desastres naturales, cobrando vidas de entre 0,9 millones y 2 millones. La inundación del río Amarillo de 1938 fue la tercera, con 500,000 a 700,000 muertes.  
Después de una cosecha récord de cereales de 466 millones de toneladas métricas en 1995, se esperaba otra cosecha récord de 475 millones de toneladas métricas en 1996. Este rendimiento se anticipó a pesar de las torrenciales lluvias de verano en toda China que inundaron 32.500 kilómetros cuadrados de tierras de cultivo. miles de muertes, dejaron a millones de personas sin hogar y costaron miles de millones de yuanes en daños. El río Amarillo llegó a su nivel más alto registrado, inspirando temores de una brecha de dique catastrófico. Sin embargo, en los últimos 50 años, los desastres naturales en promedio redujeron las cosechas de China en aproximadamente un 1% anual. Continuaron las obras en el proyecto hidroeléctrico y de control de inundaciones más grande del mundo, la controvertida presa de las Tres Gargantas en Chang Jiang (río Yangtze) sobre Yichang. Los planificadores chinos estaban considerando grandes proyectos de diversificación de agua para canalizar el exceso de agua desde el Chang Jiang a las regiones áridas del norte.  

## Terremotos
China tuvo 3 de los 10 terremotos más fatales del mundo, incluido el terremoto de 1556 Shaanxi que, según los informes, mató a más de 830.000 personas, catalogadas como los terremotos más mortíferos de todos los tiempos y el tercer desastre natural más mortífero. El terremoto de Tangshan en 1976, con un número de muertos estimado entre 242,419 y 779,000, está clasificado como el tercer terremoto más mortífero de todos los tiempos y el octavo desastre natural más letal. El terremoto de Haiyuan de 1920 mató de 200,000 a 240,000, ocupó el cuarto terremoto más mortífero y el noveno más mortífero de todos los desastres naturales. El terremoto de Sichuan en 2008, que se cobró cerca de 70,000 vidas, fue el mayor desde 1976.
La República Popular de China estableció una Administración Nacional de Terremotos en 1971 para encargarse del monitoreo, la investigación y la respuesta de emergencia para los terremotos. Fue renombrado Administración de Terremotos de China (CEA) en 1998, ordenado por la Ley de Prevención de Terremotos y Reducción de Desastres de la República Popular China bajo el Consejo de Estado. Cada gobierno municipal provincial, autónomo regional y central administrado también tiene su propia administración sísmica que está bajo la dirección de CEA.  

## Hambrunas
China tuvo 6 de las 10 hambrunas más mortales del mundo; los dos primeros ocurrieron en China. El PCCh, en ese momento, culpó oficialmente a la Gran Hambruna China entre 1958 y 1961 que mató entre 20 millones y 43 millones en desastres naturales. Si esto fuera cierto, sería la hambruna número 1 más mortal. Se dijo que otra hambruna que ocurrió en 1907 se cobró 24 millones de vidas, clasificada como # 2.          

## Administración de emergencias
El Centro Nacional de Reducción de Desastres (NDRC) del Ministerio de Asuntos Civiles (MCA) es una agencia especializada dependiente del gobierno chino que se dedica a servicios de información y apoya decisiones sobre diversos desastres naturales. Proporciona referencias a los departamentos de gestión de desastres en su toma de decisiones y apoyo técnico para las empresas de reducción de desastres de China mediante la recopilación y análisis de información de desastres, evaluación de desastres y socorro de emergencia, y análisis y estudio de desastres utilizando tecnología avanzada como la teledetección por satélite.  